# Мельниковский сельский совет (Харьковская область)
Мельниковский сельский совет — входит в состав Валковского района Харьковской области Украины.
Административный центр сельского совета находится в селе Мельниково.

## История
- 1954 — дата образования.

## Населённые пункты совета
- село Мельниково
- село Вишневое
- село Великая Губщина
- село Михайловка
- село Нестеренки
- село Риздвяное
- село Скельки
- село Сухая Балка
- село Яхременки

### Ликвидированные населённые пункты
- село Биевское
- село Коробки